# Greendale
Greendale es el vigésimo séptimo álbum de estudio del músico canadiense Neil Young, publicado por la compañía discográfica Reprise Records en agosto de 2003.
El álbum, el primero de Young con Crazy Horse desde Broken Arrow (1996) y el último en nueve años hasta el lanzamiento de Americana, es una ópera rock que relata la vida de una familia en la ciudad costera ficticia de Greendale, y en la que se entremezclan temas como la corrupción, el medio ambiente y la globalización en un arte post-11-S.
Tras su lanzamiento, Greendale obtuvo reseñas mixtas de la prensa musical. Mientras que PopMatters comentó: «No solo cumple su objetivo de crear una historia musical que trasciende el tedio y la autoindulgencia de un álbum conceptual promedio, sino que ha elaborado su mejor conjunto de canciones desde, al menos, Freedom y Ragged Glory», The Guardian escribió: «Instancias de claridad y gracia se alternan con pilas de disparates insondables que un buen editor habría tachado desde el primer momento». A nivel comercial, el álbum alcanzó el puesto once en la lista estadounidense Billboard 200 y el 24 en la lista británica UK Albums Chart.

## Historia
El álbum es la primera ópera rock del músico, compuesto por diez canciones en las que se hilvanan historias de la familia Green, que reside en la ciudad ficticia de Greendale. La trama de Greendale sigue a una joven activista llamada Sun Green, que lucha por cambiar el panorama político de su país y los problemas de su familia. A lo largo de la obra, Sun se enfrenta al asesinato del oficial Carmichael a manos de su hermano Jed y a la muerte de Granpa Green, su abuelo, situaciones tras las cuales se encuentra involucrado un diablo. Su muerte da una nueva sensación de libertad a Sun, quien pronto se encadena a la estatua de un águila en la sede de Powerco, donde exalta a defender la Madre Tierra.
El álbum ha sido comparado con clásicos literarios como Nuestro pueblo, de Thorton Wilder, y Winesburg, Ohio, de Sherwood Anderson debido a su complejidad y a su profundidad emocional a la hora de explorar un pequeño pueblo de los Estados Unidos. Además, combina en su trama temas como la corrupción, el medio ambiente y la globalización.

## Recepción
Tras su publicación, Greendale obtuvo reseñas mixtas de la prensa musical, con una media ponderada de 64 sobre 100 en la web Metacritic basada en 17 reseñas. Según Stephen Thomas Erlewine de Allmusic: «Greendale trabaja como un disco, sube y baja y se mantiene unido, jugando como un conjunto unificado en un nivel que [Young] no había alcanzado desde Ragged Glory». PopMatters también lo comparó con Ragged Glory y escribió: «No solo cumple su objetivo de crear una historia musical que trasciende el tedio y la autoindulgencia de un álbum conceptual promedio, sino que ha elaborado su mejor conjunto de canciones desde, al menos, Freedom y Ragged Glory». La revista Q comentó: «Greendale es un engreimiento loco, completamente testarudo. Esperemos que Young nunca deje de tenerlos». Sin embargo, hubo medios más críticos con el álbum. El diario Austin Chronicle lo definió como «inaudible y estiércol de grado A», mientras que The Guardian comentó: «Instancias de claridad y gracia se alternan con pilas de disparates insondables que un buen editor habría tachado desde el primer momento».
Desde el punto de vista comercial, Greendale alcanzó el puesto once en la lista estadounidense Billboard 200, el 18 en la lista canadiense Canadian Albums Chart y el 24 en la lista británica UK Albums Chart. En países europeos como Noruega, Dinamarca y Suecia obtuvo mejores resultados, alcanzando el puesto cinco en los tres países, mientras que en la región belga de Flandes llegó al puesto 2 de la lista Ultratop 200.

## Ediciones
Greendale fue originalmente publicado en formato LP y CD. Varias ediciones del CD incluyeron un DVD adicional que recogía un concierto acústico que Young ofreció en el  Vicar Street de Dublín, Irlanda con varias canciones del álbum. Un año después, Greendale fue reeditado con un nuevo DVD que incluyó un concierto junto a Crazy Horse. Otra versión en formato DVD Audio fue también publicada, con mezclas con sonido 5.1 y Advanced Resolution Stereo, así como con el videoclip de «Devil's Sidewalk».
Además del álbum, Young explotó la trama de Greendale para crear otras dos publicaciones: un largometraje y un cómic. El largometraje, sin diálogos y formado por videoclips encadenados siguiendo el orden del álbum, fue dirigido por el propio Young bajo el seudónimo de Bernard Shakey.
Por otra parte, Vertigo Comics anunció planes para adaptar Greendale al cómic en 2007. Según el escritor Joshua Dysart, Young estuvo directamente involucrado en el proyecto, que finalmente vio la luz en junio de 2010, con dibujos de Cliff Chiang.

## Lista de canciones
Todas las canciones escritas y compuestas por Neil Young. 
| N.º | Título                 | Duración |  |
| 1.  | «Falling From Above»   | 7:27     |  |
| 2.  | «Double E»             | 5:18     |  |
| 3.  | «Devil's Sidewalk»     | 5:18     |  |
| 4.  | «Leave the Drinking»   | 7:14     |  |
| 5.  | «Carmichael»           | 10:20    |  |
| 6.  | «Bandit»               | 5:13     |  |
| 7.  | «Grandpa's Interview»  | 12:57    |  |
| 8.  | «Bringin' Down Dinner» | 3:16     |  |
| 9.  | «Sun Green»            | 12:03    |  |
| 10. | «Be The Rain»          | 9:13     |  |

## Personal
Músicos
- Neil Young: guitarra, órgano, armónica y voz
- Ralph Molina: batería y coros
- Billy Talbot: bajo y coros
- Pegi Young: coros
- Nancy Hall: coros
- Twink Brewer: coros
- Sue Hall: coros

## Posición en listas
| País              | Lista                      | Posición |
| ----------------- | -------------------------- | -------- |
| Alemania          | Media Control Top-50 Chart | 6        |
| Australia         | ARIA Albums Chart          | 48       |
| Austria           | Ö3 Austria Top 40          | 10       |
| Bélgica (Flandes) | Ultratop 200 Albums        | 2        |
| Bélgica (Valonia) | Ultratop 200 Albums        | 10       |
| Canadá            | Canadian Albums Chart      | 18       |
| Dinamarca         | Danish Chart               | 5        |
| Estados Unidos    | Billboard 200              | 11       |
| Finlandia         | Top 50 Albums              | 12       |
| Francia           | SNEP Albums Chart          | 32       |
| Italia            | Italian Albums Chart       | 6        |
| Noruega           | VG-lista Albums Chart      | 5        |
| Reino Unido       | UK Albums Chart            | 24       |
| Países Bajos      | Mega Album Tol 100         | 20       |
| Suecia            | Albums Top 60              | 5        |
| Suiza             | Hit Parade Albums Top 100  | 34       |